# Bahía de Haitang
La bahía de Haitang (en chino simplificado: 海棠湾; en chino tradicional:  海棠灣; en pinyin: Hǎitáng Wān) es una de las cinco bahías principales en Sanya, provincia de Hainan, en el sur de la República Popular de China.
La playa de la bahía, de 42,8 kilómetros, se encuentra entre la localidad de Haitangwan, Sanya, y la de Yingzhou, en Lingshui. Hacia el sur se encuentran la bahía de Yalong y la isla de Wuzhizhou (蜈支洲岛).